# Museu Cognacq-Jay
El museu Cognacq-Jay és un museu municipal de la ciutat de París que presenta una col·lecció d'obres i objectes d'art del segle xviii, a partir del llegat d'Ernest Cognacq.
És un dels 14 museus de la ciutat de París gestionats des de l'1 de gener de 2013 per l'ens administratiu públic Museus de París.

## Ubicació i descripció
El museu Cognacq-Jay es troba a l'hotel de Donon situat al carrer Elzévir 8, al 3r districte de París de París.
L'Hôtel de Donon, antigament propietat de la família Donon, és un antic hotel del Marais, completament restaurat per a la instal·lació del museu, inclòs l'edifici principal (finals del segle XVI), amb un sostre alt, recorda l'estil de Philibert Delorme. A la planta superior, la gran coberta recorda la nau d'un vaixell bolcat.

Aquest museu està servit per les estacions de Saint-Paul, Chemin Vert i Rambuteau.

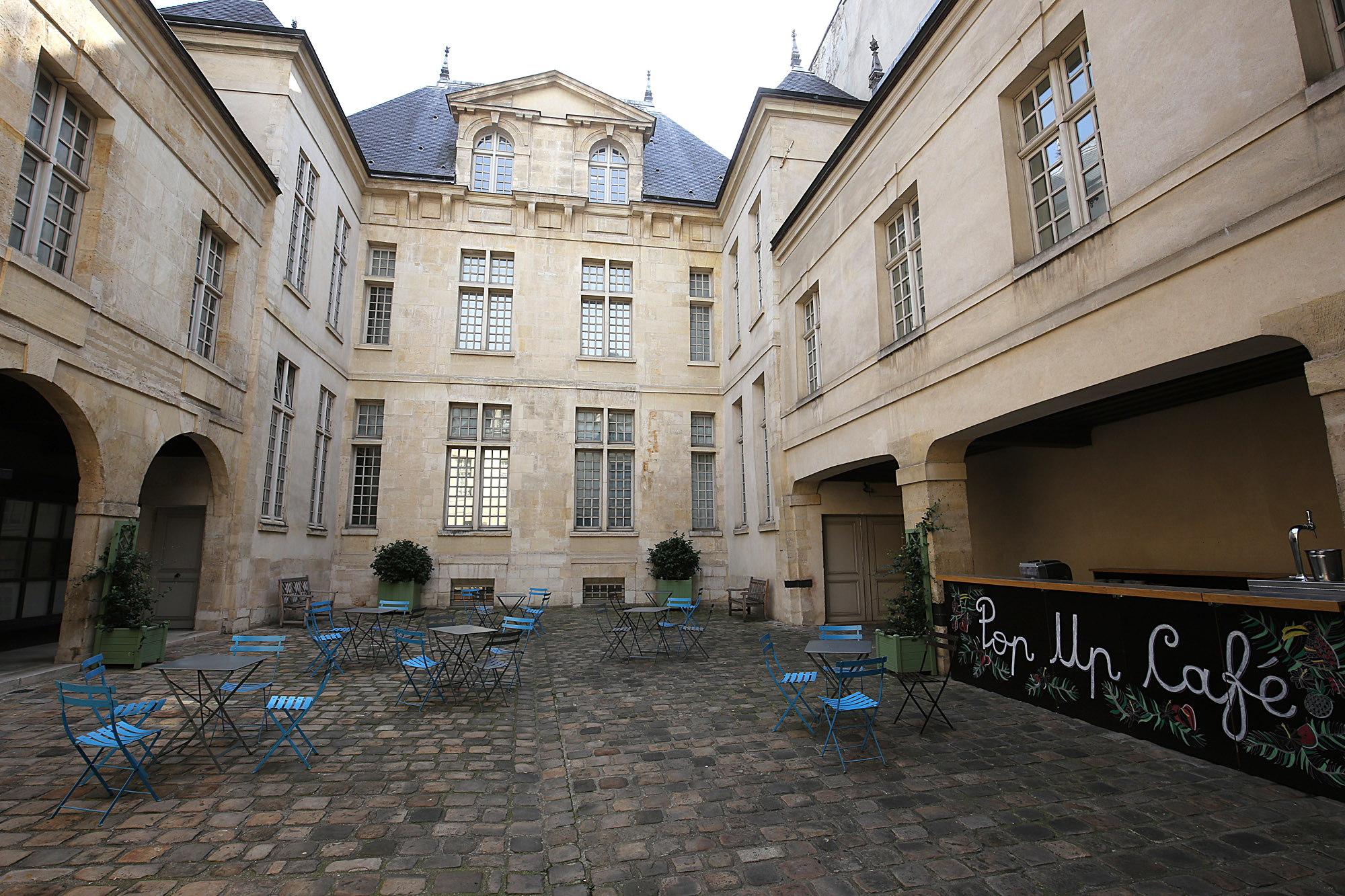
Exteriors del museu.
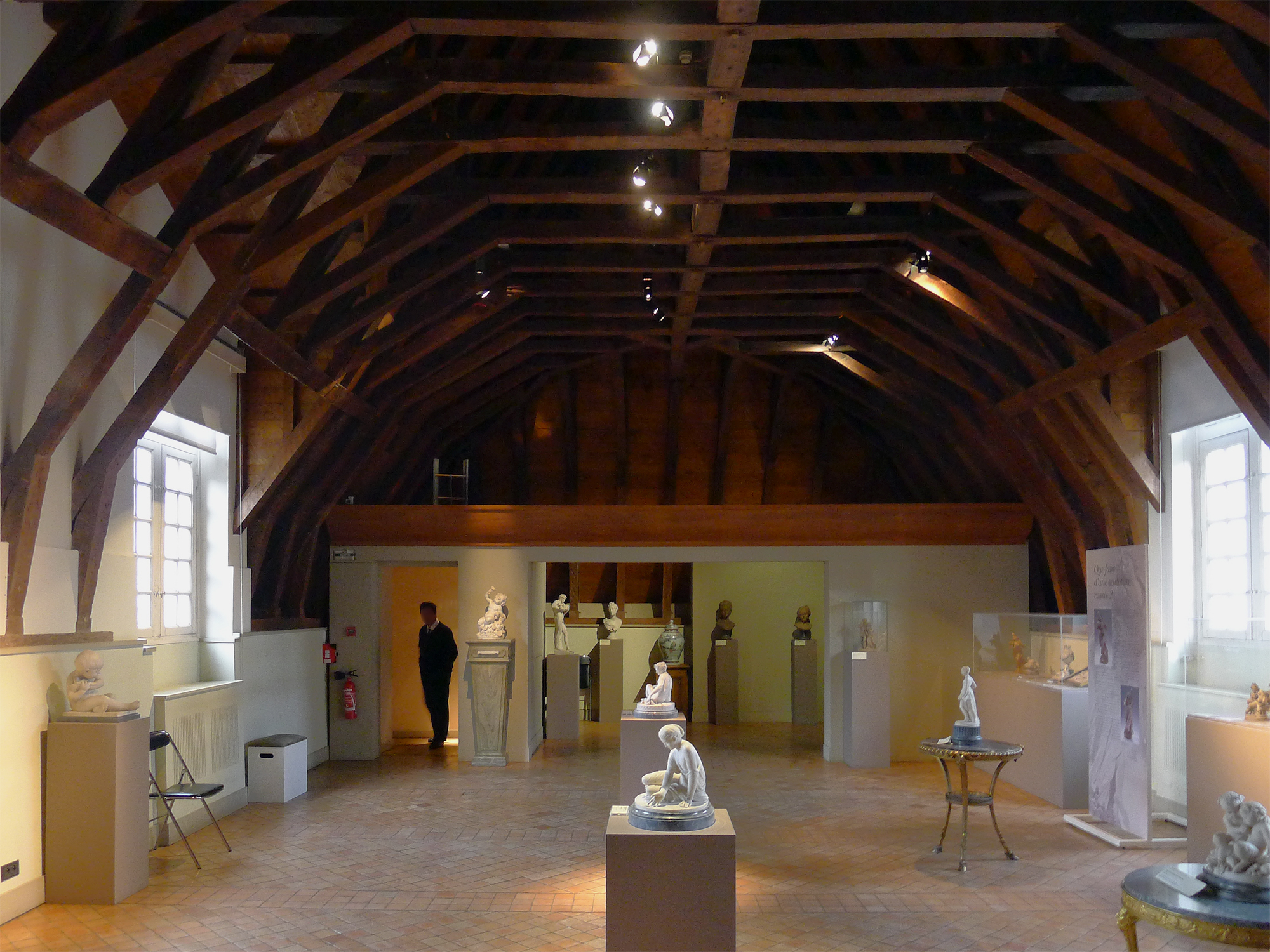
La sala d'exposicions sota el terrat.
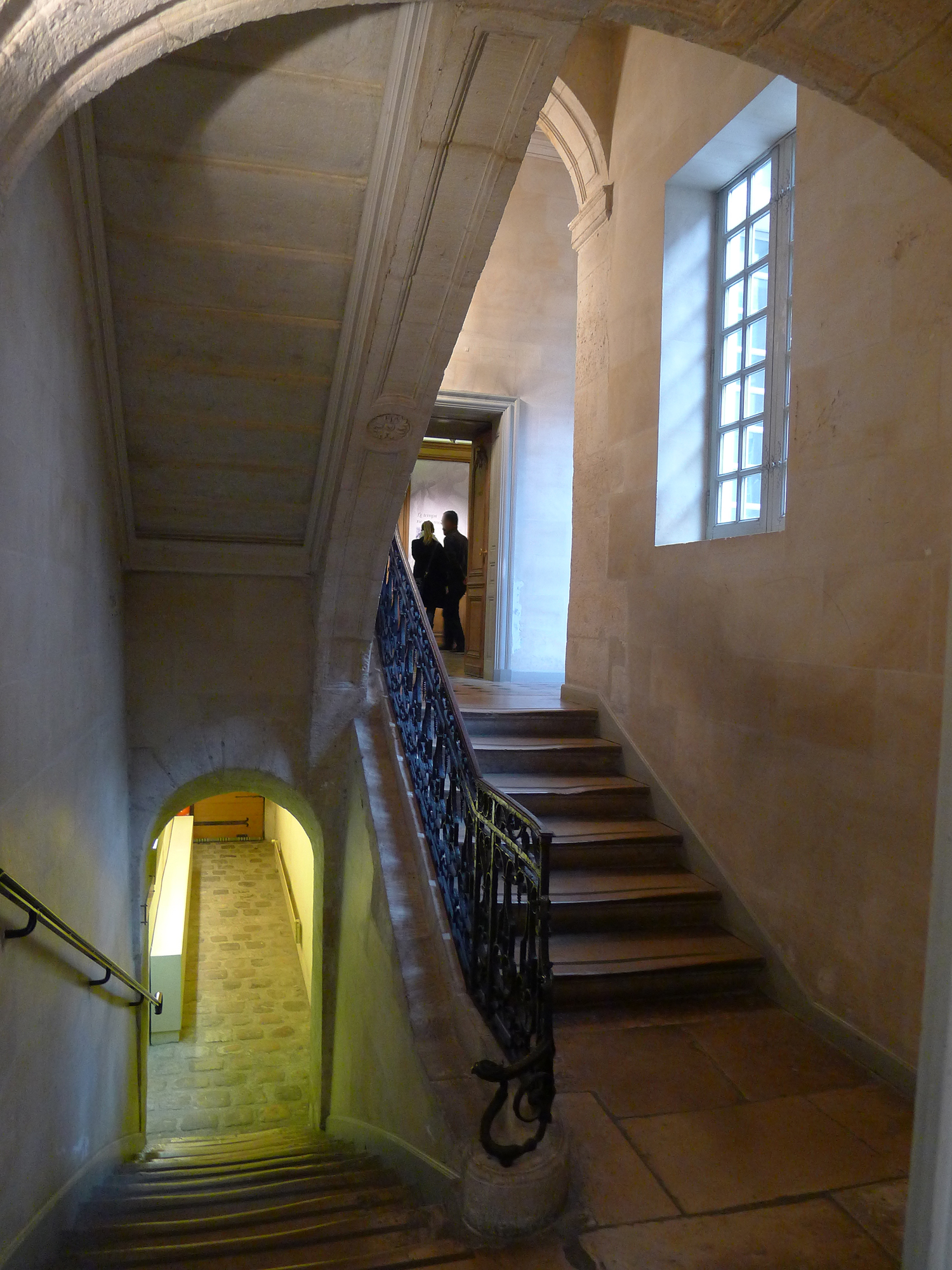
Escala interior.
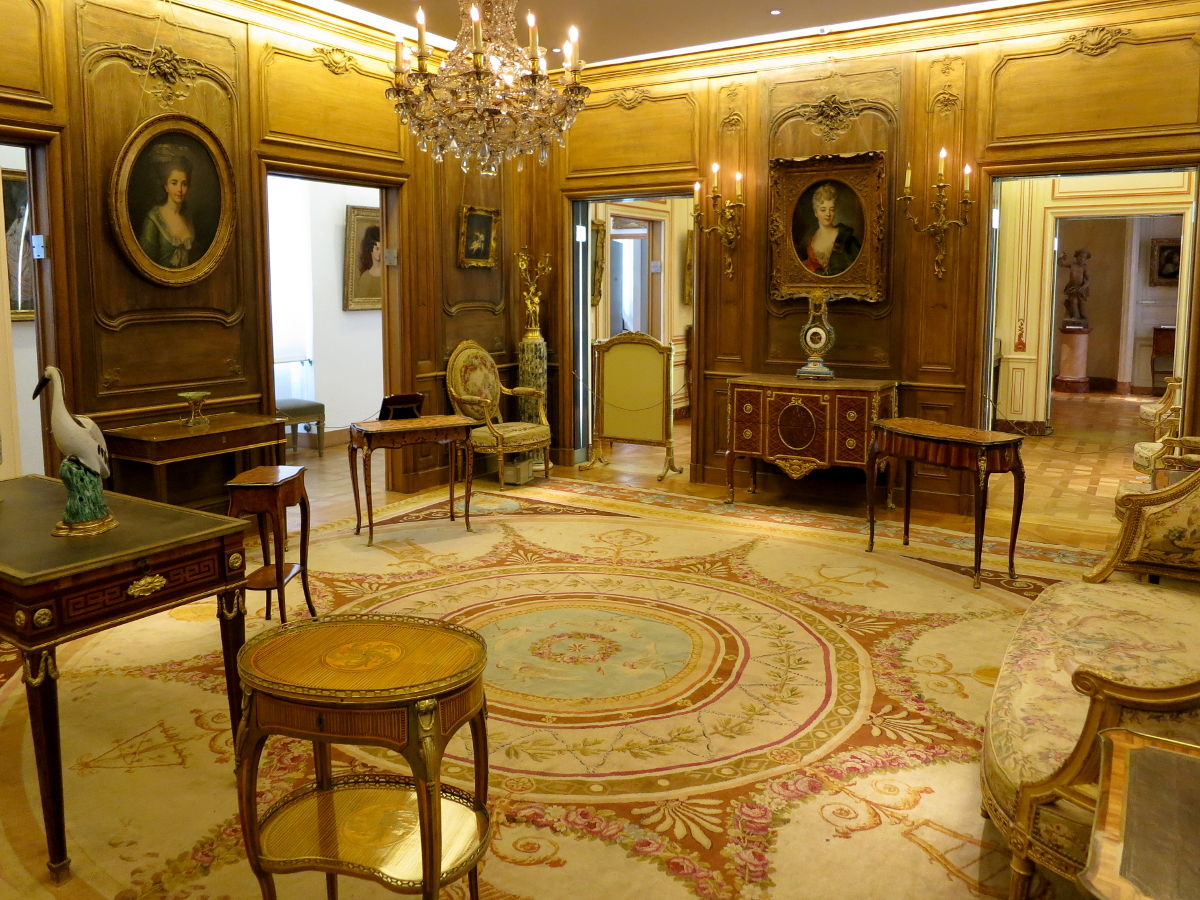
Vista de la sala Wagram.

## Història
El 21 de febrer de 1928, a la mort d' Ernest Cognacq, fundador amb la seva dona Marie-Louise Jaÿ dels grans magatzems La Samaritaine, la ciutat de París és el legatari de la seva col·lecció del segle xviii així com un edifici situat al 25 del boulevard des Capucines de París destinat a acollir la col·lecció.

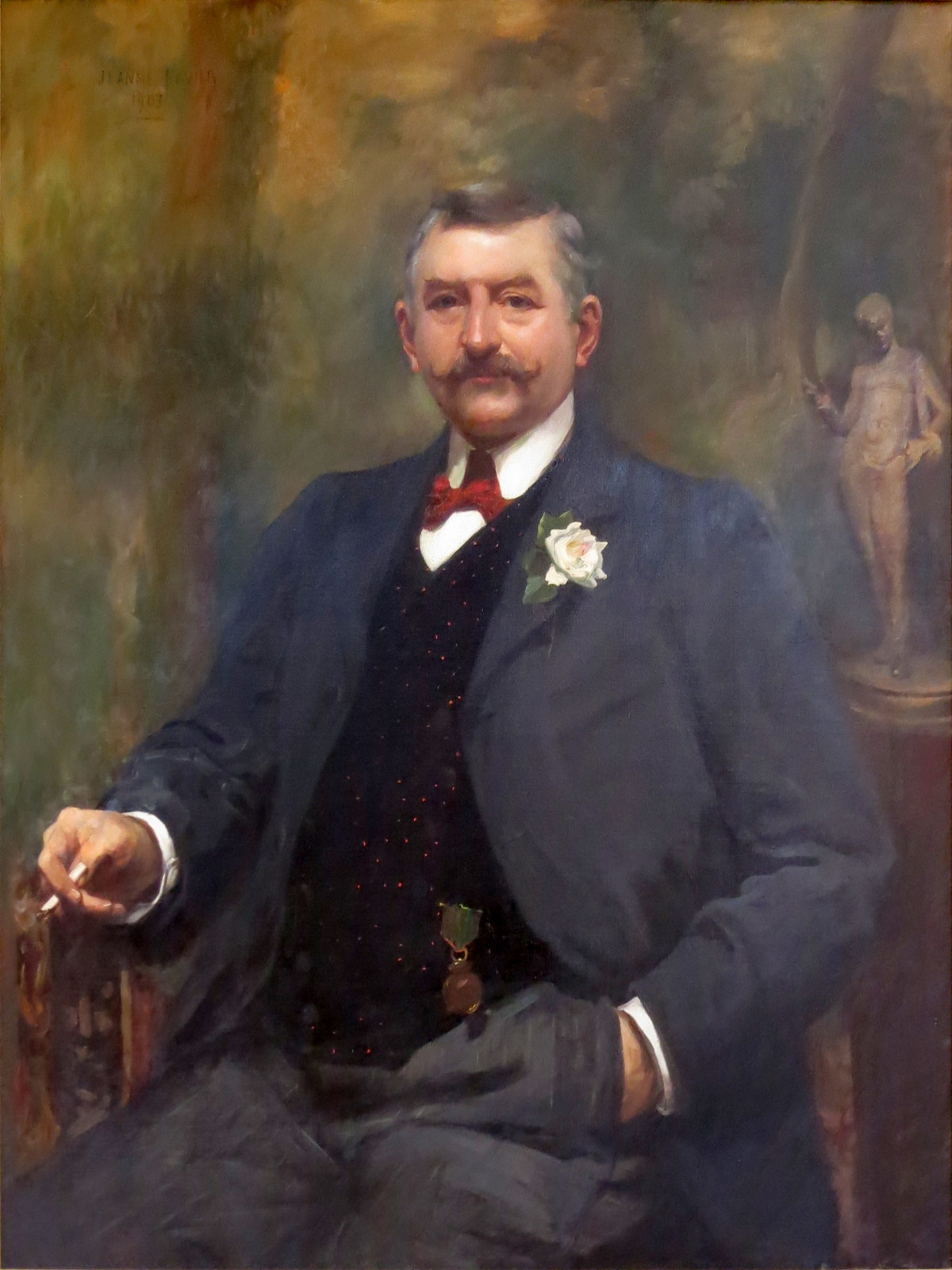
Ernest Cognacq pintat el 1903, museu Cognacq-Jay, París.
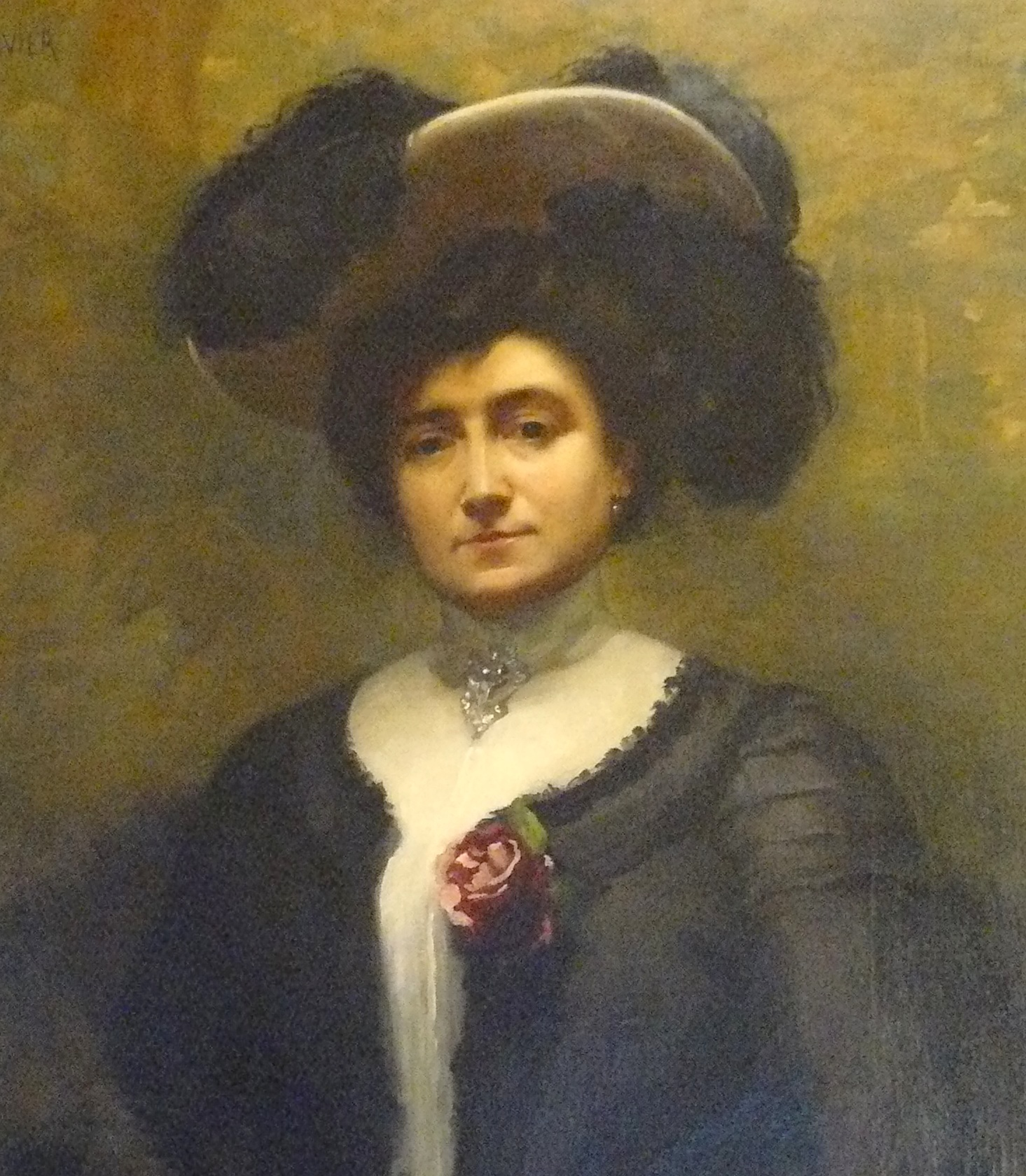
Marie-Louise Jaÿ pintat el 1903, museu Cognacq-Jay, París.

El museu Cognacq-Jay es va inaugurar el dia 4 de juny de 1929 pel president de la República Gaston Doumergue. El 27 de juny de 1988, el museu tanca les portes i les seves col·leccions es traslladen al Marais, a l' Hôtel de Donon, que ha estat completament restaurat per a l'ocasió. El museu Cognacq-Jay torna a obrir al públic el 18 de desembre de 1990 al seu nou local

## Col·leccions
La col·lecció d'art del segle XVIII segle es va reunir entre 1895 i 1925 per Ernest Cognacq i la seva esposa Marie-Louise Jaÿ, que el van llegar a la ciutat de París
Les sales de la planta baixa estan decorades amb revestiments de fusta. El museu reuneix col·leccions de pintures de Nicolas de Largillière, Jean Siméon Chardin, Rembrandt (La burra de Balaam, 1626), Ruisdael, Canaletto, Giovanni Battista Tiepolo (el banquet de Cleòpatra, circa 1742-1743), Élisabeth Vigée Le Brun, Jean-Baptiste Greuze, François Boucher (El retorn de Diana la Caçadora), pastels de Quentin de La Tour i dibuixos molt bonics de Watteau. Fragonard també és present amb figures de nens. Es mostren escultures de Houdon i Clodion. Cada habitació està restaurada amb mobles d'època i objectes preciosos. Les finestres mostren porcellana de Saxònia, caixes de tabac, caixes de caramels i articles de tocador. El conjunt evoca la refinada vida del Segle de la Il·lustració.
També hi ha algunes obres posteriors, incloses dues de Canaletto, algunes de Guardi, tres llenços de Hubert Robert i un bellíssim retrat de la princesa de Metternich atribuït a Sir Thomas Lawrence.

Danaé et la pluie d'or dans l'art
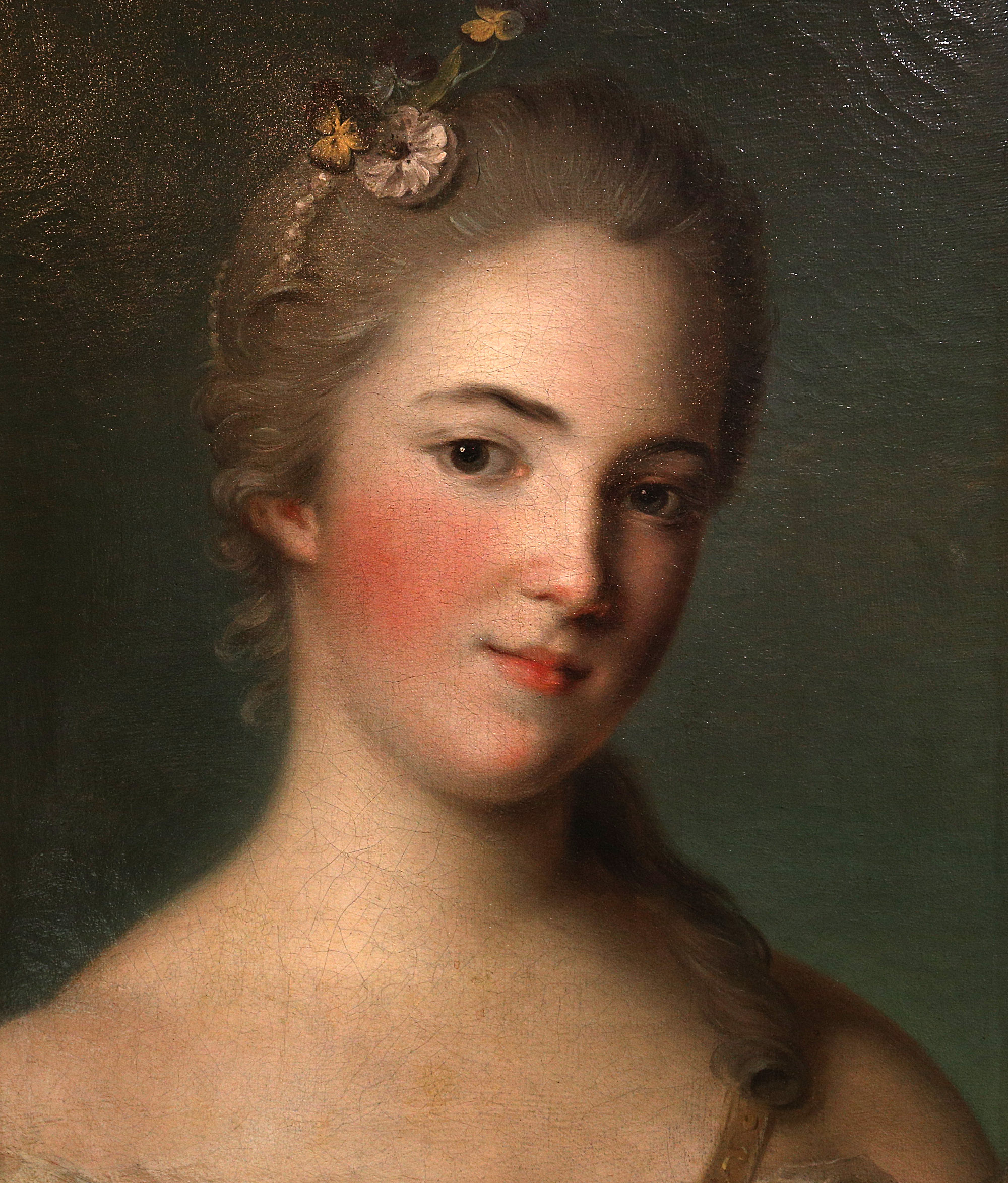
Pintura de François Boucher.
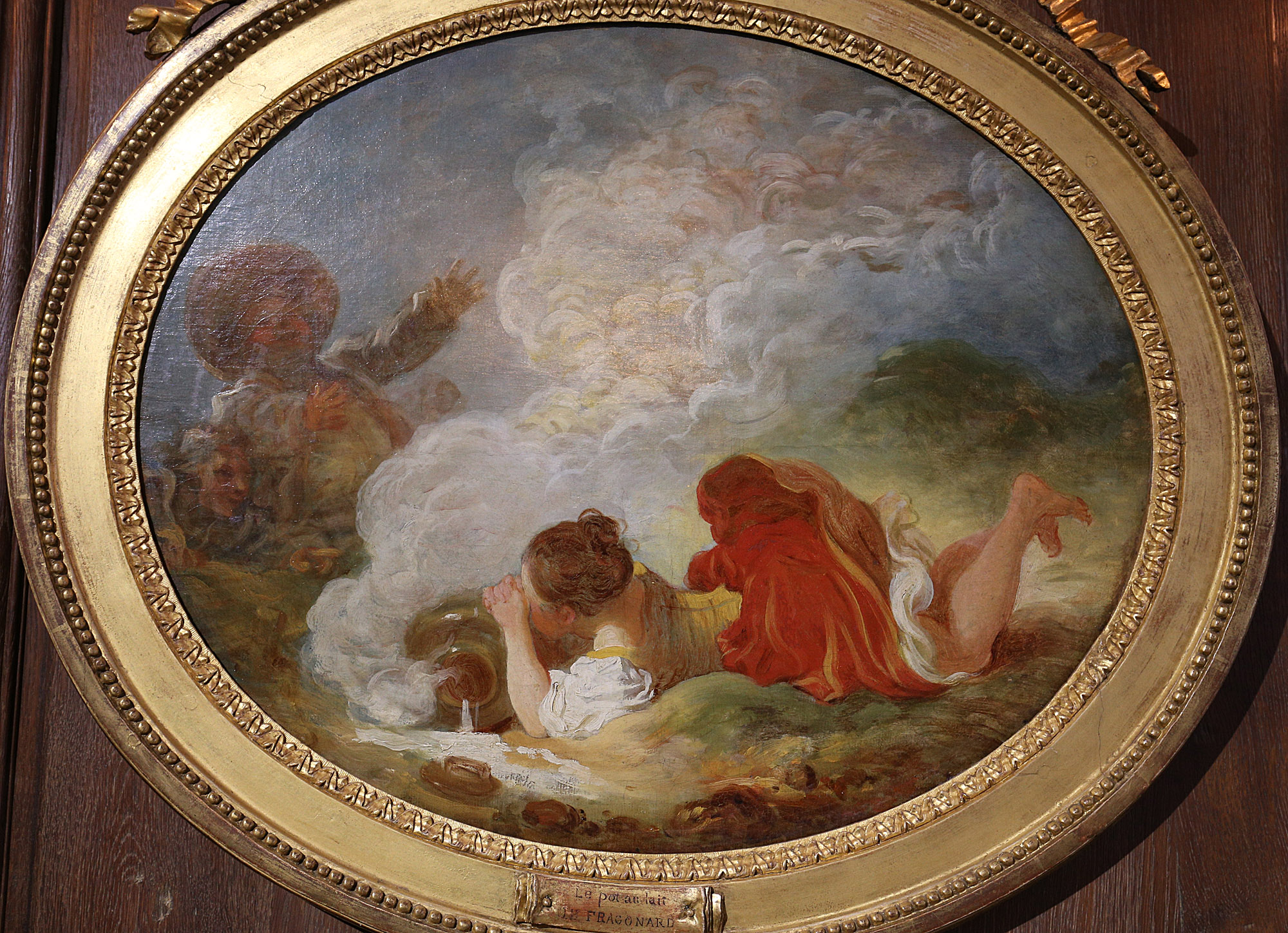
Jean-Honoré Fragonard, Perrette i la gerra de llet
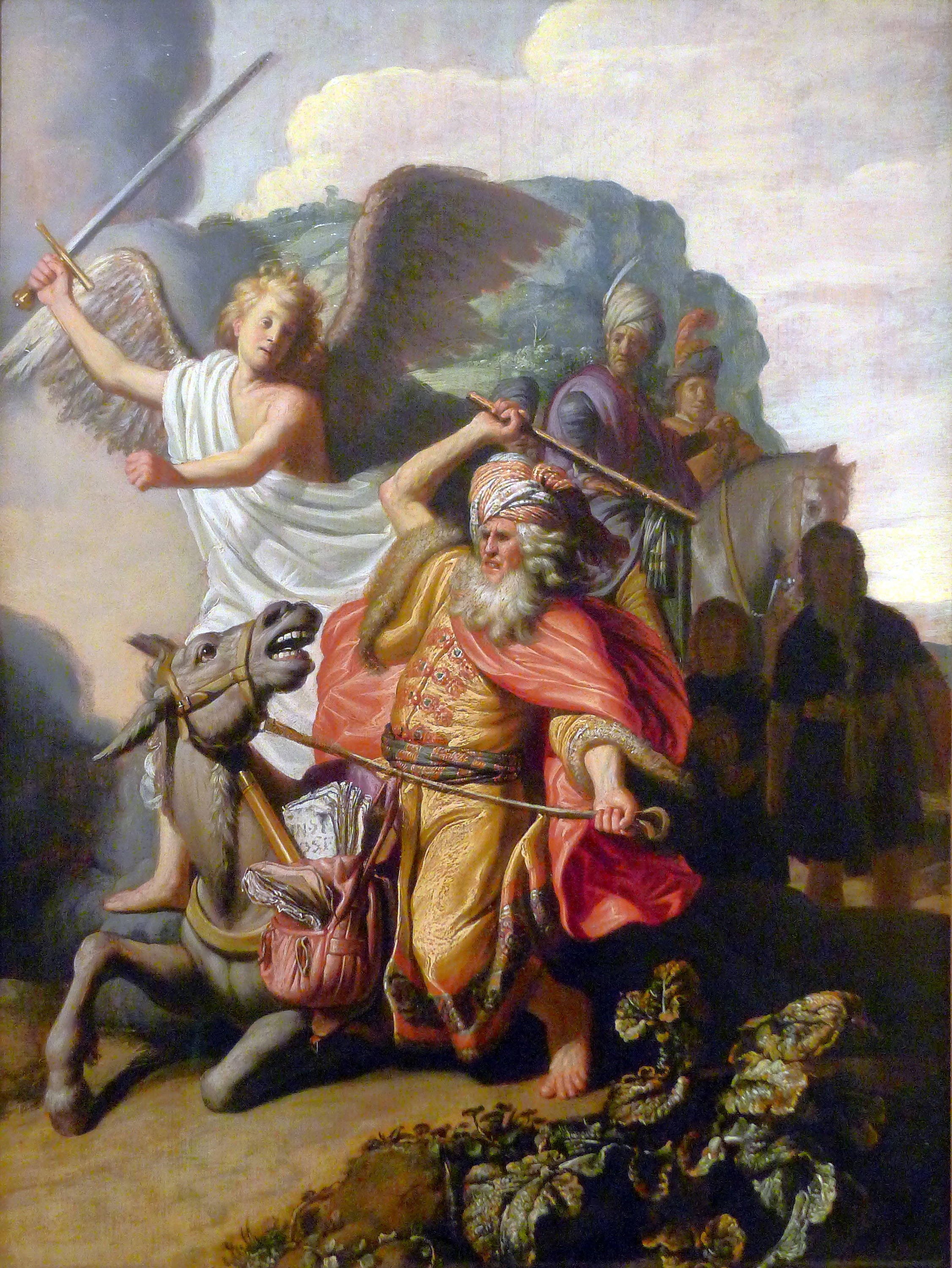
Rembrandt, La burra de Balaam, 1626
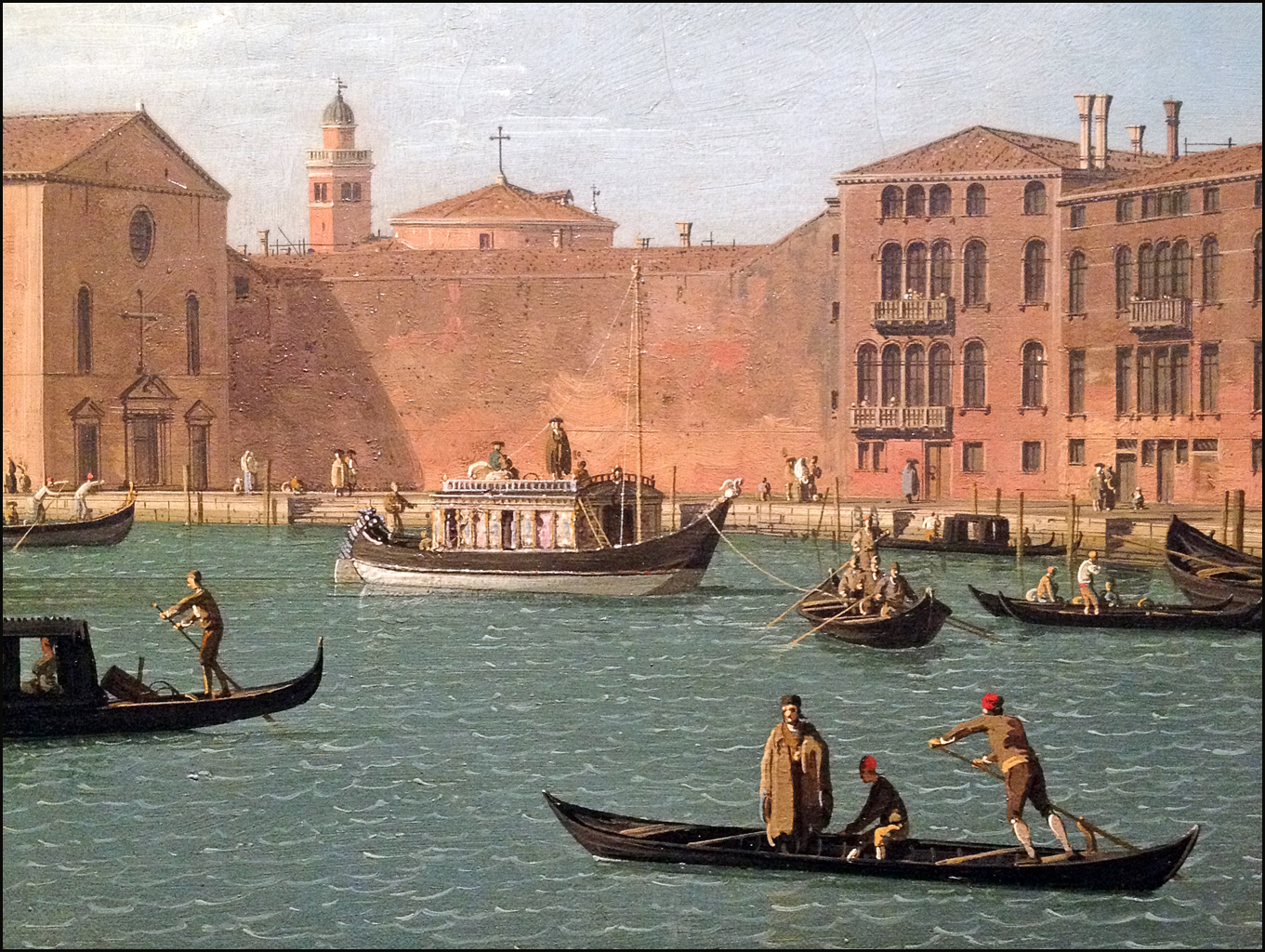
Canaletto, el Canal de Santa Chiara, al sud-est de Venècia (detall de Burchiello), 1730-1735
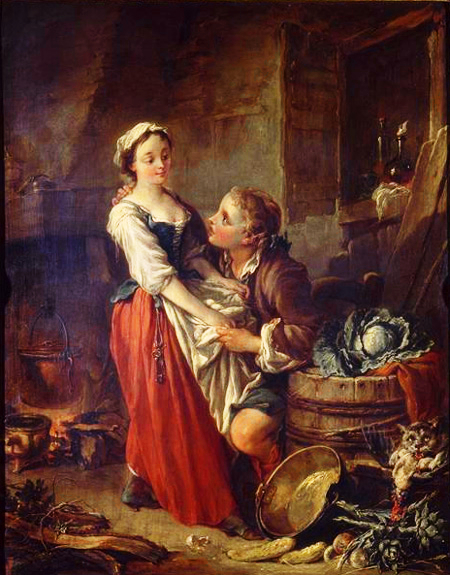
François Boucher, La belle cuisinière
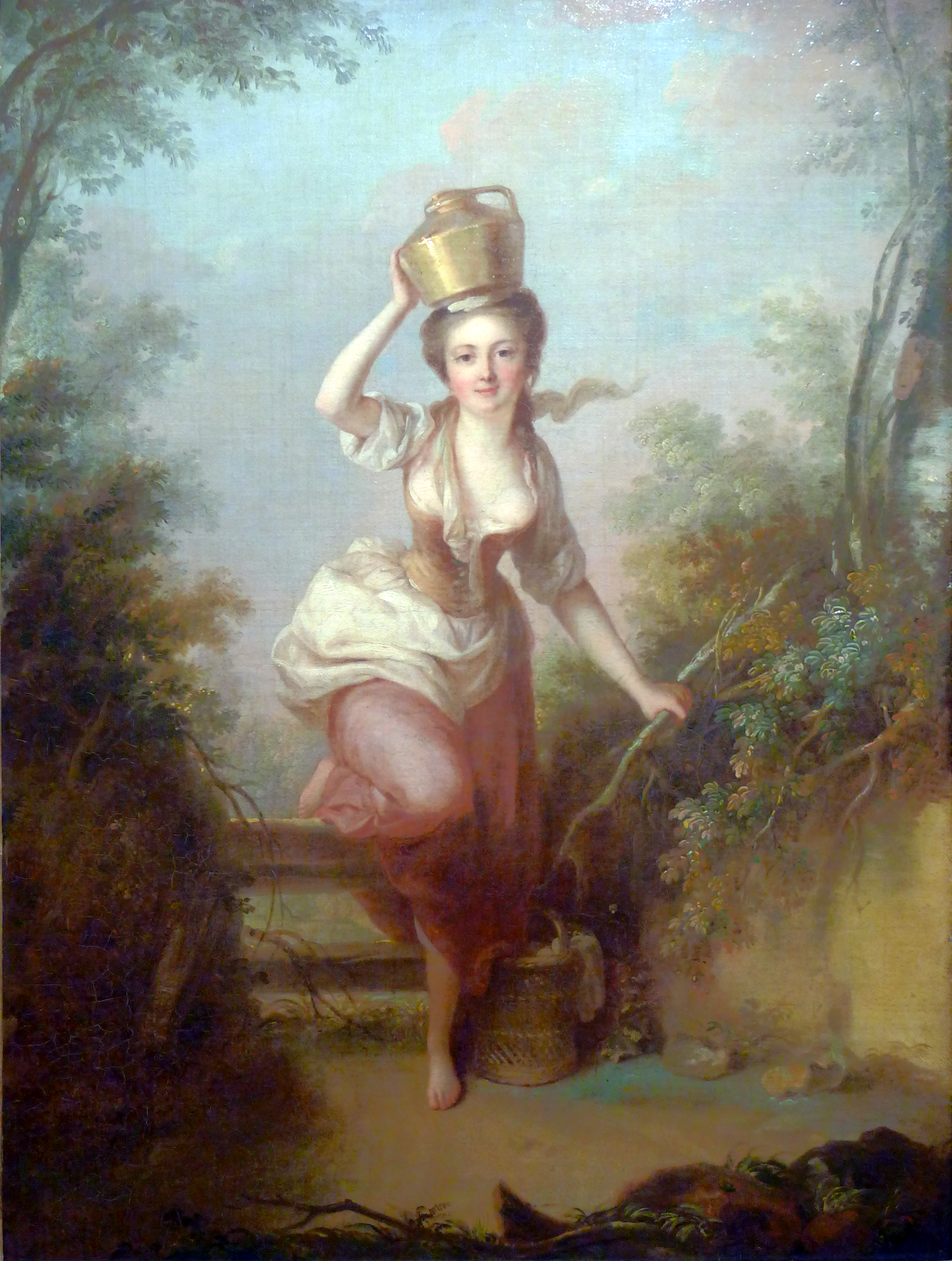
Jean-Baptiste Huet, La laitière
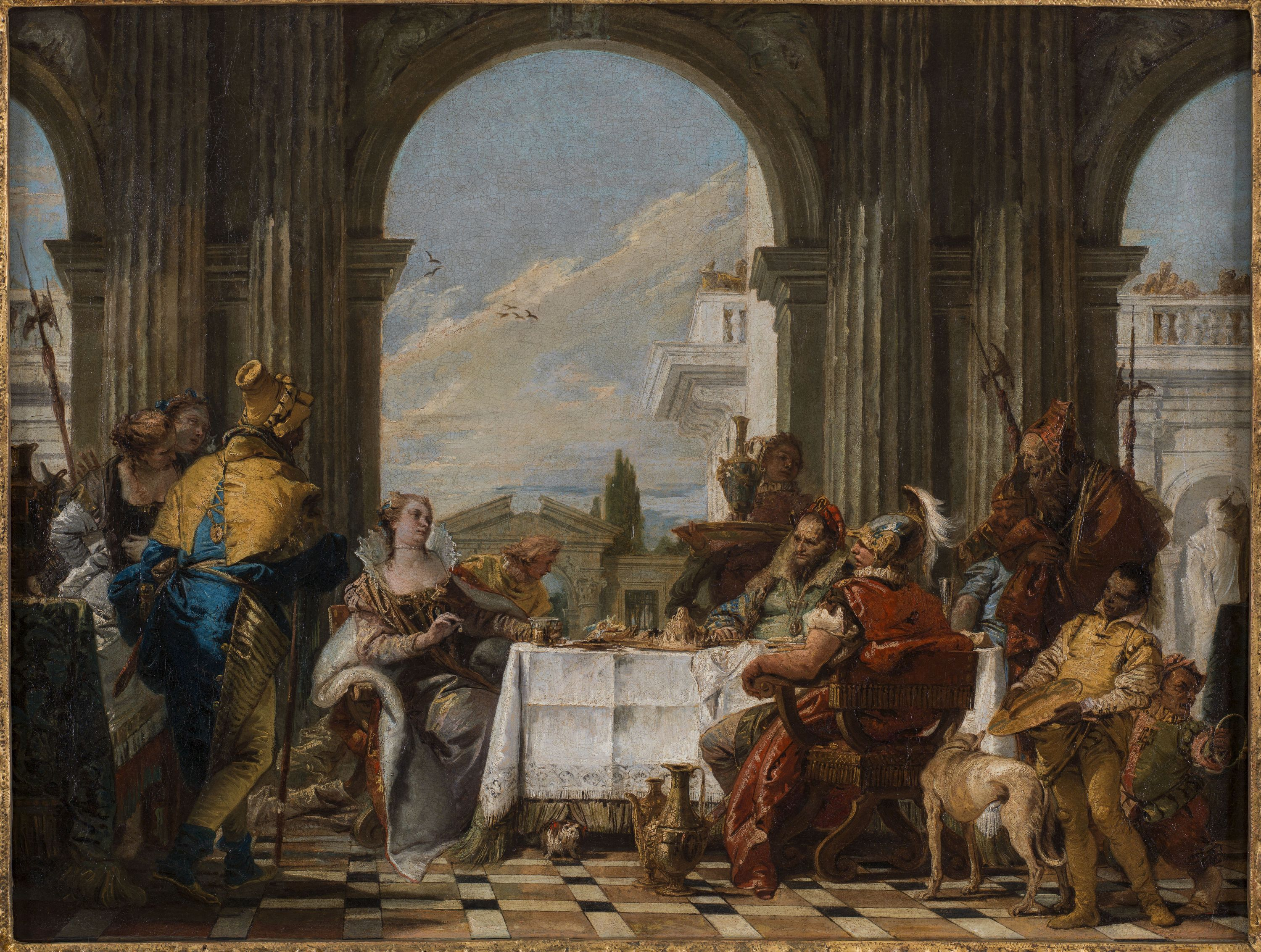
Giambattista Tiepolo, esquisse Le Banquet de Cléopâtre, 1742-1743

## Exposicions
El museu organitza regularment exposicions temporals: El segle de Watteau (2008), Tivoli (2011), La pàtina del temps (2012), El segle daurat del ventall (2014), Jean-Baptiste Huet, el plaer de la natura (2016), L'infància de les llums (2018), La fàbrica del luxe: Comerciants de merceria parisenca al segle xviii (2019).
El museu també acull de vegades intervencions d'artistes contemporanis. Christian Lacroix va tenir carta blanca al museu per a una exposició titulada "Llums" el 2015. L'artista contemporani Julien Spiewak va esbossar i fotografiar peces del museu amb detalls de cos nu per a la seva sèrie titulada "Style Body" el 2016.